# دست‌به‌کار شو، برادر
دست‌به‌کار شو، برادر (لهستانی: Idź przodem, bracie) یک مجموعه تلویزیونی جنایی لهستانی است که در سال ۲۰۲۴ منتشر شد. برنامه‌ریزی برای ساخت این سریال از سال ۲۰۲۲ آغاز شد و بازیگران فیلم به مدت ۳ ماه زیر نظر نیروهای یادوو گرام آموزش دیدند. تصویربرداری فیلم از اواسط ۲۰۲۳ در اوستروونکا و ایستگاه قطار پیوترکوفسکا در ووچ آغاز شد. فیلمنامه به‌طور اخص با در نظر گرفتن پیوتر ویتکوفسکی و کُنراد اِلِـریک برای ایفای نقش‌های اصلی نوشته شده بود.

## گزیدهٔ بازیگران

### اصلی
- پیوتر ویتکوفسکی
- کُنراد اِلِـریک
- مارچین کووالچیک
- آلکساندرا آدامسکا

### فرعی و میهمان
- یاکوب وسووفسکی
- یان پشِـک
- سزاری ژاک
- میروسواف هانیشفسکی
- پیوتر آدامچیک
- کاتاژینا بویاکویچ
- ماگدالنا والاخ
- آندژی پوپیل
- الکساندرا اسکرابا
- توماش بورکوفسکی

## قسمت‌ها
| شم. | عنوان       | Duration | تاریخ انتشار اصلی |
| --- | ----------- | -------- | ----------------- |
| ۱   | «قسمت ۱»    | ۶۲ دقیقه | ۳۰ اکتبر ۲۰۲۴     |
| ۲   | «قسمت ۲»    | ۵۶ دقیقه | ۳۰ اکتبر ۲۰۲۴     |
| ۳   | «قسمت ۳»    | ۵۸ دقیقه | ۳۰ اکتبر ۲۰۲۴     |
| ۴   | «قسمت ۴»    | ۵۷ دقیقه | ۳۰ اکتبر ۲۰۲۴     |
| ۵   | «قسمت ۵»    | ۵۲ دقیقه | ۳۰ اکتبر ۲۰۲۴     |
| ۶   | «Episode 6» | ۶۲ دقیقه | ۳۰ اکتبر ۲۰۲۴     |